# Reakcja Achmatowicza
Reakcja Achmatowicza – droga syntezy dihydropiranu z furanu, opracowana i opublikowana w 1971 r. przez polskiego chemika Osmana Achmatowicza (syna). 
Kluczowym etapem tej syntezy jest reakcja alkoholu furfurylowego z bromem w metanolu, która prowadzi do otrzymania 2,5-dimetoksy-2,5-dihydrofuranu. Ten ostatni związek ulega samorzutnemu przekształceniu w dihydropiran po dodaniu rozcieńczonego kwasu siarkowego. 
Znaczenie tej syntezy polega na tym, że umożliwia ona syntezę totalną wielu monosacharydów poprzez zablokowanie grup hydroksylowych ortoestrem lub trifluorkiem boru a następnie redukcję do ketonu z użyciem borowodorku sodu.
Metoda Achmatowicza umożliwiła totalną syntezę szeregu chiralnych związków naturalnych.
Można ją stosować na podłożu stałym, np.:
Znana jest też wersja aminowa reakcji Achmatowicza, w której substratem jest furfuryloamina, a produktem pochodne dihydropirydynonu, np.: